# Campeonato de Francia de Rugby 15 1970-71
El Campeonato de Francia de Rugby 15 1970-71 fue la 72.ª edición del Campeonato francés de rugby.
El campeón del torneo fue el equipo de AS Béziers quienes obtuvieron su segundo campeonato.

## Desarrollo

### Segunda Fase
| - La Voulte - Touloun - Aurillac - Romans - Angoulême - Racing - Oyonnax - Lombez Samatan - Stade Bagnérais - Dax - Tyrosse - Montferrand - Vichy - US Bressane - Toulouse Olympique EC - Lyon OU | - Bègles - Agen - Stade Beaumontois - Mont de Marsan - Oloron - Saint-Claude - Sarlat - Cahors - Stadoceste - Grenoble - Biarritz - Poitiers - Quillan - Mauléon - Tulle - Paris Université Club |

| - Toulouse - Saint-Jean-de-Luz - Cognac - Périgueux - Chambéry - Stade Montchaninois - Lavelanet - Lannemezan | - Béziers - Pau - Dijon - La Rochelle - Valence - Saint-Girons - Gaillac - Bergerac |

| - Brive - Castres - Graulhet - Lourdes - Boucau - Fumel Libos - Condom - Carmaux | - Narbonne - Montauban - Bayonne - Avignon Saint-Saturnin - Auch - Perpignan - Rodez - Vienne |

### Dieciseisavos de final
| 1971 | Béziers | 19 - 0 | Poitiers |  |  |

| 1971 | Dijon | 8 - 3 | Saint-Jean-de-Luz |  |  |

| 1971 | Stade Bagnérais | 18 - 9 | Lourdes |  |  |

| 1971 | Pau | 11 - 6 | Biarritz |  |  |

| 1971 | Mont de Marsan | 30 - 19 | Stadoceste |  |  |

| 1971 | Castres | 12 - 3 | Stade Beaumontois |  |  |

| 1971 | Agen | 6 - 3 | Aurillac |  |  |

| 1971 | La Voulte | 14 - 3 | Avignon Saint-Saturnin |  |  |

| 1971 | Brive | 14 - 6 | La Rochelle |  |  |

| 1971 | Tyrosse | 11 - 8 | Bayonne |  |  |

| 1971 | Bègles | 12 - 8 | Montferrand |  |  |

| 1971 | Dax | 3 - 0 | Cognac |  |  |

| 1971 | Narbonne | 27 - 6 | Périgueux |  |  |

| 1971 | Toulon | 8 - 9 | Graulhet |  |  |

| 1971 | Toulouse | 26 - 6 | Romans |  |  |

| 1971 | Montauban | 12 - 8 | Grenoble |  |  |

### Octavos de final
| 1971 | Béziers | 11 - 0 | Dijon |  |  |

| 1971 | Stade Bagnérais | 8 - 5 | Pau |  |  |

| 1971 | Mont de Marsan | 6 - 5 | Castres |  |  |

| 1971 | Agen | 17 - 9 | La Voulte |  |  |

| 1971 | Brive | 11 - 0 | Tyrosse |  |  |

| 1971 | Dax | 10 - 0 | Bègles |  |  |

| 1971 | Toulon | 14 - 6 | Narbonne |  |  |

| 1971 | Toulouse | 20 - 12 | Montauban |  |  |

### Cuartos de final
| 1971 | Béziers | 32 - 9 | Stade Bagnérais |  |  |

| 1971 | Agen | 14 - 6 | Mont de Marsan |  |  |

| 1971 | Brive | 12 - 9 | Pau |  |  |

| 1971 | Toulon | 8 - 0 | Toulouse |  |  |

### Semifinal
| 1971 | Béziers | 20 - 9 | Agen |  |  |

| 1971 | Toulon | 6 - 3 | Brive |  |  |

### Final
| 16 de mayo de 1971 | AS Béziers | 15 - 9  | Toulon | Parc municipal des sports, Bordeaux |  |
|                    |            | Reporte |        |                                     |  |

| Bandera de Francia |
| Campeón AS Béziers |
| Segundo título     |